# ATC代码 (C01)
ATC代码C01（心脏病治疗药）是解剖学治疗学及化学分类系统的一个药物分组，这是由世界卫生组织药物统计方法整合中心所制定的药品及其它医用产品的官方分类系统。分组C01是C心血管系统的一部分。
兽用代码（ATCvet码）可以在人用ATC代码前加Q字母：QC01等。没有相应人用ATC代码的ATCvet在以下列表中通过前置Q字母表示。
国家ATC分类可能包括列表中没有的其它分类，列表为世界卫生组织（WHO）版本。

## C01A 强心苷类（Cardiac glycosides）

### C01AA洋地黄苷类（Digitalis glycosides）
C01AA01 乙酰洋地黄毒苷（Acetyldigitoxin）
C01AA02 乙酰地高辛（Acetyldigoxin）
C01AA03 洋地黄叶（Digitalis leaves）
C01AA04 洋地黄毒苷（Digitoxin）
C01AA05 地高辛（Digoxin）
C01AA06 毛花苷C（Lanatoside C）
C01AA07 去乙酰毛花苷（Deslanoside）
C01AA08 甲地高辛（Metildigoxin）
C01AA09 吉妥福酯（Gitoformate）
C01AA52 乙酰地高辛复方（Acetyldigoxin, combinations）

### C01AB海葱苷类（Scilla glycosides）
C01AB01 海葱次苷（Proscillaridin）
C01AB51 海葱次苷复方（Proscillaridin, combinations）

### C01AC毒毛旋花苷类（Strophantus glycosides）
C01AC01 G-毒毛旋花苷（G-strophanthin）
C01AC03 磁麻苷（Cymarin）

### C01AX 其它强心苷类（Other cardiac glycosides）
C01AX02 黄夹次苷（Peruvoside）

## C01B抗心律失常药,Ⅰ类和Ⅲ类（Antiarrhythmics, class I and III）

### C01BA 抗心律失常药,Ⅰa类（Antiarrhythmics, class Ia）
C01BA01 奎尼丁（Quinidine）
C01BA02 普鲁卡因胺（Procainamide）
C01BA03 丙吡胺（Disopyramide）
C01BA04 司巴丁（Sparteine）
C01BA05 阿义马林（Ajmaline）
C01BA08 普拉马林（Prajmaline）
C01BA12 劳拉义明（Lorajmine）
C01BA51 奎尼丁与非安定药的复方（Quinidine, combinations excluding psycholeptics）
C01BA71 奎尼丁与安定药的复方（Quinidine, combinations with psycholeptics）

### C01BB 抗心律失常药,Ⅰb类（Antiarrhythmics, class Ib）
C01BB01 利多卡因（Lidocaine）
C01BB02 美西律（Mexiletine）
C01BB03 妥卡尼（Tocainide）
C01BB04 阿普林定（Aprindine）

### C01BC 抗心律失常药,Ⅰc类（Antiarrhythmics, class Ic）
C01BC03 普罗帕酮（Propafenone）
C01BC04 氟卡尼（Flecainide）
C01BC07 劳卡尼（Lorcainide）
C01BC08 恩卡尼（Encainide）

### C01BD 抗心律失常药,Ⅲ类（Antiarrhythmics, class III）
C01BD01 胺碘酮（Amiodarone）
C01BD02 托西溴苄铵（Bretylium tosilate）
C01BD03 丁萘夫汀（Bunaftine）
C01BD04 多非利特（Dofetilide）
C01BD05 伊布利特（Ibutilide）
C01BD06 替地沙米（Tedisamil）
C01BD07 决奈达隆（Dronedarone）

### C01BG 其它I 类抗心律失常药（Other antiarrhythmics, class I and III）
C01BG01 莫雷西嗪（Moracizine）
C01BG07 西苯唑啉（Cibenzoline）
C01BG11 维纳卡兰（Vernakalant）

## C01C 非强心苷类心脏刺激药（Cardiac stimulants excluding cardiac glycosides）

### C01CA肾上腺素能和多巴胺能药（Adrenergic and dopaminergic agents）
C01CA01 依替福林（Etilefrine）
C01CA02 异丙肾上腺素（Isoprenaline）
C01CA03 去甲肾上腺素（Norepinephrine）
C01CA04 多巴胺（Dopamine）
C01CA05 去甲苯福林（Norfenefrine）
C01CA06 去氧肾上腺素（Phenylephrine）
C01CA07 多巴酚丁胺（Dobutamine）
C01CA08 奥昔君（Oxedrine）
C01CA09 间羟胺（Metaraminol）
C01CA10 甲氧明（Methoxamine）
C01CA11 美芬丁胺（Mephentermine）
C01CA12 二甲福林（Dimetofrine）
C01CA13 普瑞特罗（Prenalterol）
C01CA14 多培沙明（Dopexamine）
C01CA15 吉培福林（Gepefrine）
C01CA16 异波帕胺（Ibopamine）
C01CA17 米多君（Midodrine）
C01CA18 奥克巴胺（Octopamine）
C01CA19 非诺多泮（Fenoldopam）
C01CA21 咖啡君（Cafedrine）
C01CA22 阿布他明（Arbutamine）
C01CA23 茶碱那林（Theodrenaline）
C01CA24 肾上腺素（Epinephrine）
C01CA25 甲硫阿美铵（Amezinium metilsulfate）
C01CA26 麻黄碱（Ephedrine）
C01CA30 复方（Combinations）
C01CA51 依替福林复方（Etilefrine, combinations）

### C01CE磷酸二酯酶抑制药（Phosphodiesterase inhibitors）
C01CE01 氨力农（Amrinone）
C01CE02 米力农（Milrinone）
C01CE03 依诺昔酮（Enoximone）
C01CE04 布拉地新（Bucladesine）
QC01CE90 匹莫苯（Pimobendane）

### C01CX 其它心脏刺激药（Other cardiac stimulants）
C01CX06 血管紧张素胺（Angiotensinamide）
C01CX07 扎莫特罗（Xamoterol）
C01CX08 左西孟旦（Levosimendan）

## C01D 治疗心脏病用血管舒张药（Vasodilators used in cardiac diseases）

### C01DA 有机硝酸酯类（Organic nitrate nitrates）
C01DA02 硝酸甘油（Glyceryl trinitrate）
C01DA04 二硝酸甲基丙基丙二醇酯（Methylpropylpropanediol dinitrate）
C01DA05 戊四硝酯（Pentaerithrityl tetranitrate）
C01DA07 丙帕硝酯（Propatylnitrate）
C01DA08 二硝酸异山梨酯（Isosorbide dinitrate）
C01DA09 三乙硝胺（Trolnitrate）
C01DA13 赤藓醇四硝酸酯（Eritrityl tetranitrate）
C01DA14 单硝酸异山梨酯（Isosorbide mononitrate）
C01DA20 复方中的有机硝酸酯（Organic nitrates in combination）
C01DA38 替尼曲明（Tenitramine）
C01DA52 三硝酸甘油酯，复方（Glyceryl trinitrate, combinations）
C01DA54 二硝酸甲基丙基丙二醇酯，复方（Methylpropylpropanediol dinitrate, combinations）
C01DA55 戊四硝酯，复方（Pentaerithrityl tetranitrate, combinations）
C01DA57 丙帕硝酯，复方（Propatylnitrate, combinations）
C01DA58 二硝酸异山梨酯，复方（Isosorbide dinitrate, combinations）
C01DA59 三乙硝胺，复方（Trolnitrate, combinations）
C01DA63 赤藓醇四硝酸酯，复方（Eritrityl tetranitrate, combinations）
C01DA70 在与安定药的复方中的有机硝酸酯（Organic nitrates in combination with psycholeptics）

### C01DB喹啉类血管舒张药（Quinolone vasodilators）
C01DB01 氟司喹南（Flosequinan）

### C01DX 治疗心脏病用其它血管舒张药（Other vasodilators used in cardiac diseases）
C01DX01 托西硝乙胺（Itramin tosilate）
C01DX02 普尼拉明（Prenylamine）
C01DX03 奥昔非君（Oxyfedrine）
C01DX04 苯碘达隆（Benziodarone）
C01DX05 卡波罗孟（Carbocromen）
C01DX06 海索苯定（Hexobendine）
C01DX07 依他苯酮（Etafenone）
C01DX08 辛胺醇（Heptaminol）
C01DX09 伊莫拉明（Imolamine）
C01DX10 地拉卓（Dilazep）
C01DX11 曲匹地尔（Trapidil）
C01DX12 吗多明（Molsidomine）
C01DX13 乙氧黄酮（Efloxate）
C01DX14 桂哌酯（Cinepazet）
C01DX15 氯达香豆素（Cloridarol）
C01DX16 尼可地尔（Nicorandil）
C01DX18 林西多明（Linsidomine）
C01DX19 奈西立肽（Nesiritide）
C01DX51 托西硝乙胺，复方（Itramin tosilate, combinations）
C01DX52 普尼拉明，复方（Prenylamine, combinations）
C01DX53 奥昔非君，复方（Oxyfedrine, combinations）
C01DX54 苯碘达隆，复方（Benziodarone, combinations）

## C01E 其它治疗心脏病药（Other cardiac preparations）

### C01EA前列腺素类（Prostaglandins）
C01EA01 前列地尔（Alprostadil）

### C01EB 其它心脏病用药（Other cardiac preparations）
C01EB02 樟脑（Camphor）
C01EB03 吲哚美辛（Indometacin）
C01EB04 山楂苷（Crataegus glycosides）
C01EB05 肉醇磷酯（Creatinolfosfate）
C01EB06 磷肌酸（Fosfocreatine）
C01EB07 二磷酸果糖（Fructose 1,6-diphosphate）
C01EB09 泛癸利酮（Ubidecarenone）
C01EB10 腺苷（Adenosine）
C01EB11 替拉西嗪（Tiracizine）
C01EB13 阿卡地新（Acadesine）
C01EB15 曲美他嗪（Trimetazidine）
C01EB16 布洛芬（Ibuprofen）
C01EB17 伊伐雷定（Ivabradine）
C01EB18 雷诺嗪（Ranolazine）
C01EB19 艾卡替班（icatibant）
C01EB21 类伽腺苷（Regadenoson）